# Stare Koprzywno
Stare [pronunciación en polaco: /ˈstarɛ kɔˈpʂɨvnɔ/] (en alemán: Alt Koprieben) es un antiguo pueblo en el distrito administrativo de Gmina Barwice, dentro del condado de Szczecinek, Voivodato de Pomerania Occidental, en el noroeste de Polonia. Se encuentra a unos 5 kilómetros al oeste de Barwice, 27 kilómetros al oeste de Szczecinek, y 118 kilómetros al este de la capital regional Szczecin.